# Surface Go 3
Microsoft Surface Go 3是最新的 Surface Go 设备，由微软於2021年9月22日推出的一款平板电脑。Surface Go 3与前代产品具有相同的机身、摄像头、扬声器、端口和尺寸；該款設備主要在处理器方面有所增強，系統上則是Windows 11。

## 外部鏈接
- Business Webpage
- Consumer Webpage
- YouTube上的Product Reveal